# Бурачок волосистоцвітий
Бурачок волосистоцвітий (Alyssum trichostachyum) — вид квіткових рослин родини капустяних (Brassicaceae).

## Біоморфологічна характеристика
Це багаторічна рослина 20–50 см заввишки. Листки зворотно-яйцювато-довгасті, верхні стеблові — ланцетні, зверху зелені, знизу біло шерстисті. Плодоніжки тонкі, косо спрямовані вгору. Стручечки еліптичні чи зворотно-яйцюваті, зверху тупуваті. Насіння темно-коричневе, при зволоженні слабо ослизняються.

## Поширення
Росте на півдні Європи (Албанія, Болгарія, Греція, Крим, Північний Кавказ, Македонія, Сербія) й заході Азії (пн.-зх. Іран, Південний Кавказ, Туреччина [у т. ч. європейська]).
В Україні росте на сухих пн. схилах — у гірському Криму.